# Uher Zita
Uher Zita (Budapest, 1914. szeptember 6. – Budapest, 2009. február 11.) opera-énekesnő (mezzoszoprán), énektanár.
Először tizenhárom éves korában lépett fel. A kritika már ekkor felfigyelt rá, de figyelemmel kísérte tanulmányai során is a koncertfellépéseit. 1943-ban Sergio Failoni ösztöndíjasként szerződtette az Operaházba. Ottani állását hamar megszüntették, de 1946-ban Tóth Aladár visszavette ösztöndíjasként, majd 1947-ben az Operaház magánénekese lett. Fontos szerepet vállalt a Gördülő Operában, összesen százhatszor lépett fel az ország számos településén tartott előadásokon. Részese volt Kodály Zoltán Székely fonója rádióbemutatójának és Pjotr Iljics Csajkovszkij Anyeginja 1951-es nagy sikerű felújításának. Számos sikeres koncert, operaelőadás és rádióhangverseny után, 1965-ben vonult nyugdíjba, s ezután – bár a fellépéseket sem hagyta abba – énektanárként tevékenykedett.

## Élete
Édesapja Uher Károly (1882–1964) Királyi Közalapítványi igazgató, minisztériumi osztályfőnök a Vallás és Közoktatásügyi Minisztériumban, az Ordine Piano pápai lovagrend tagja (Carlo Uher), Balatonfűzfő díszpolgára. Uher Károly szintén zenei pályára készült, szülei azonban az énekesi pályát nem tartották megfelelő foglalkozásnak, így a sikeres próbaéneklés ellenére a Bécsi Opera ajánlatát kénytelen volt visszautasítani. Uher Károly fiatal korában együtt koncertezett az ifjú Ferencsik Jánossal a Belvárosi templomban.
Uher Zita elemi iskolai és gimnáziumi tanulmányait Budapesten, az angolkisasszonyok Váci utcai Sancta Maria leányiskolájában végezte. Édesanyja, Bátory Erzsébet (1892–1962) nagy hangsúlyt helyezett lánya zenei oktatására. Az énektanulás, a kamaramuzsikálás és a koncertek napirenden voltak Molnár utcai lakásukban, egészen 1951. június 7-ig, amikor belügyminiszteri határozat alapján budapesti lakásukat el kellett hagyniuk.

## Művészi pályája
1925-ben végzett a Nemzeti Zenede zongora, ének és hárfa szakán – kitüntetéssel. Kitűnő bizonyítványa lehetővé tette az Országos Magyar Királyi Zeneművészeti Főiskola tanárképző szakára való jelentkezését. Első zenei fellépése elemi iskolás korában volt 1927-ben. A kritika így méltatta a fiatal előadókat: „Nagy sikert arattak Uher Zita, Kallós Irma, és Mérő Magda”. 1933. március 12-én a Központi Katolikus Kör nagy hangversenytermében Rosthy Annie, a Nemzeti Zenede Európa-hírű énektanárnőjének húsz diákja adott dalestet. Az újságok így emlékeznek meg a koncertről: „Legnagyobb sikere volt Uher Zitának, Bárdos Ilonának és Luhn Ottiliának. Mind a három fiatal hangverseny-énekesnő kristálytiszta csengő hangjával általános feltűnést keltett, és szép jövőt lehet jósolni nekik”. és
Az 1934-ben rendezett nagy sikerű növendékhangversenyen Siebel áriáját énekelte Gounod Faust című operájából, valamint egy Massenet-áriát: Ouvre tes yeux bleuz, ma Mignonne. A hangverseny után így írtak az újságok: „Uher Zitában egy új operacsillagot vél felfedezni a műértő közönség”. A Nemzeti Újság ezt írta: „általános feltűnést keltett Uher Zita ezüstcsengésű, kiiskolázott szoprán hangja, … a magyar énekművészet egyik legnagyobb reménységét üdvözölhetjük”.
Amikor édesanyja, Uher Károlyné  jótékonysági művészhangversenyt rendezett 1936-ban a balatonfűzfői templomalap javára, a Társaság című lap így írt: „Uher Zita ez alkalommal mutatkozott be nagy reményekre jogosító, ezüstös csengésű, gyönyörű hangjával”. Saint-Saëns Sámson és Delila egyik áriáját és az Habanerát énekelte Bizet Carmen című operájából. A Pesti Hírlap így nyilatkozott: „Szépen szárnyaló éneklésével, intelligens előadásával és egészséges orgánumával frenetikus sikert aratott. Ráadásokat is kellett énekelni”. Uher Zita hangverseny-énekesnő igazolta Meszlényi Nándor iskolájának jó hírét „olyan rutinnal, bensőséges dallammintázással, hogy mindkét éneket viharos tapssal jutalmazták”. A kenderesi római katolikus templom orgonaavatásának koncertjén, 1938. július 20-án  apjával együtt énekelt Horthy Miklós, Magyarország kormányzójának és feleségének jelenlétében. A hangversenyen közreműködött még Wehner Géza orgonán, Huszka Ernő hegedűn és báró Hellenbach Dénes orgonán.
Sergio Failoni, az Operaház vezető karmestere 1943. október 14-én ösztöndíjasként szerződtette, Márkus Lászlóval együtt. Az Operában 1943. november 9-én debütált, Richard Strauss Saloméjának rabszolga szerepében, Berg Ottó karmester vezényletével. 1943. december 24-én rádióhangversenyen szerepelt, amit – a kor technikai színvonalának megfelelően – viaszhengerre rögzítettek. Másnap szintén rádióhangversenyen lépett fel a Belvárosi templomban, ahol Mosonyi Miséjét adták elő. Újabb rádióhangversenye volt 1944. március 7-én, ahol magyar szerzők művei (Liszt Ferenc, Hubay Jenő, Dohnányi Ernő, Deák Bárdos György, Kodály Zoltán és Bartók Béla) voltak műsoron.
1944. március 12-én próbaéneklésen vett részt Grazban, Hermann Schneidel főzeneigazgató előtt, aki „el volt ragadtatva, csodálatosan szépnek mondta a hangot”, és felajánlotta Händel Messiásának alt szólamát. Újabb pesti koncert következett: 1944. június 8-án Belvárosi templomban Harmath Te Deumában, majd június 11-én Schubert G-dúr miséjében énekelt. Lukács Miklós, az Operaház igazgatója 1944 végén szerződtette az Operaházba, de az őt követ új, politikai alapon kinevezett igazgató, Sámy Zoltán, nem engedélyezett további szerepléseket számára, sőt az őt váltó Komáromy Pál 1945 áprilisában fel is bontotta a szerződését. Ebben az időben mondtak fel többek között Simándy Józsefnek is.
Ezt követően is közreműködött hangversenyeken és rádióelőadásokon, majd 1946-ban az Opera új igazgatója, Tóth Aladár visszavette Uher Zitát, mint az operabarátok ösztöndíjasát, a legmagasabb honoráriummal, majd 1947. szeptember 1-jén az Operaház magánénekese lett. 1947. április 17-én Miskolcon vendégszerepelt az Operaház, a Fricsay Ferenc vezényelte előadáson Uher Zita A sevillai borbély Berta szerepét énekelte, az akkoriban alakuló Gördülő Opera keretében. További szerepei a Stagione (Gördülő Opera) előadásain: Flora (Traviata), Suzuki (Pillangókisasszony), Pásztorfiú (Tosca), Giovanna és Magdalena (Rigoletto), Gertrud királyné (Bánk bán) és Alisa (Lammermoori Lucia). Az utóbbi négy szerepét az Operaélet nem említi. A színlapok az OSZK-ban, az Operaház archívumában és a Film Színház Muzsika 1974. évfolyam 3. szám 26. oldalán találhatók. A Gördülő Opera keretei között százhatszor lépett fel, mint a Magyar Állami Operaház magánénekese. Szerepelt a MÁVAG, az Állatkert, a Margit-sziget, a Károlyi kert, és Puskin kert szabadtéri színpadán, valamint számos városban: Baja, Békéscsaba, Budatétény, Cegléd, Celldömölk, Csongrád, Debrecen, Dombóvár, Dorog, Eger, Esztergom, Győr, Hajdúböszörmény, Hajdúszoboszló, Kaposvár, Kecskemét, Kiskunhalas, Makó, Nagykanizsa, Nyírbátor, Nyíregyháza, Ózd, Pápa, Pécs, Sátoraljaújhely, Sopron, Szeged, Szolnok, Szombathely, Sopron, Törökszentmiklós, Veszprém.
1951. május 27-én még fellépett a viharos sikerű Anyegin-felújításon Larina szerepében (más forrás helytelenül Filipjevna szerepét írja) lépett fel, Ferencsik János vezényletével, de június 7-én kitelepítették a családot Tiszaföldvárra.
1951. október 22-én és 24-én énekelt Giuseppe Verdi Requiemjében a Zeneakadémián, Vittorio Gui olasz vendégkarmester vezényletével. 1954 szeptemberében Brahms-dalokat énekelt a Magyar Rádióban Érsek Mária zenei kíséretével, 1954 októberében pedig egy rádiófelvételen a Pillangókisasszony Suzukiját énekelte Svéd Sándor partnereként. A Rádiózenekart Vaszy Viktor vezényelte (tekercs szám: 42513). 1955. május 1-jén Bach: Schlag Doch című kantátáját vették fel a rádióban Nagy Olivér karnagy vezetésével. Június 21-én fellépett gy szegedi szabadtéri koncerten (Mesél a bécsi erdő) Gencsy Sári, Neményi Lili, Svéd Sándor és Szabó Miklós társaságában. 1957-ben Zita anyót énekelte Verdi Gianni Schicchi című vígoperájának rádiófelvételekor. 1957 decemberében közreműködött Kodály Székely fonójának Ferencsik János vezényelte rádióbemutatóján, a Szomszédasszony szerepében.
1959 és 1960 között a Pécsi Nemzeti Színház tagja volt. 1960-ban és 1961-ben fellépett az Operaház Margitszigeti Szabadtéri Színpadán, a Pillangókisasszony Suzuki szerepét énekelte, Carelli Gábor és Kanazava Tomiko japán operaénekes vendégjátékával. 1963-ban részt vett a Székelyfonó hanglemezfelvételén Szecsődi Irén, Tiszay Magda, Udvardy Tibor és Palló Imre társaságában, Ferencsik János vezényletével (Qualiton LPX 1009-10).
1965-ben, nyugdíjazását követően Uher Zita képét az Operaház folyosójáról eltávolították. 1972-ben két koncertet adott az Amerikai Egyesült Államokban.

## Operaszerepek 1947-től 1965-ig

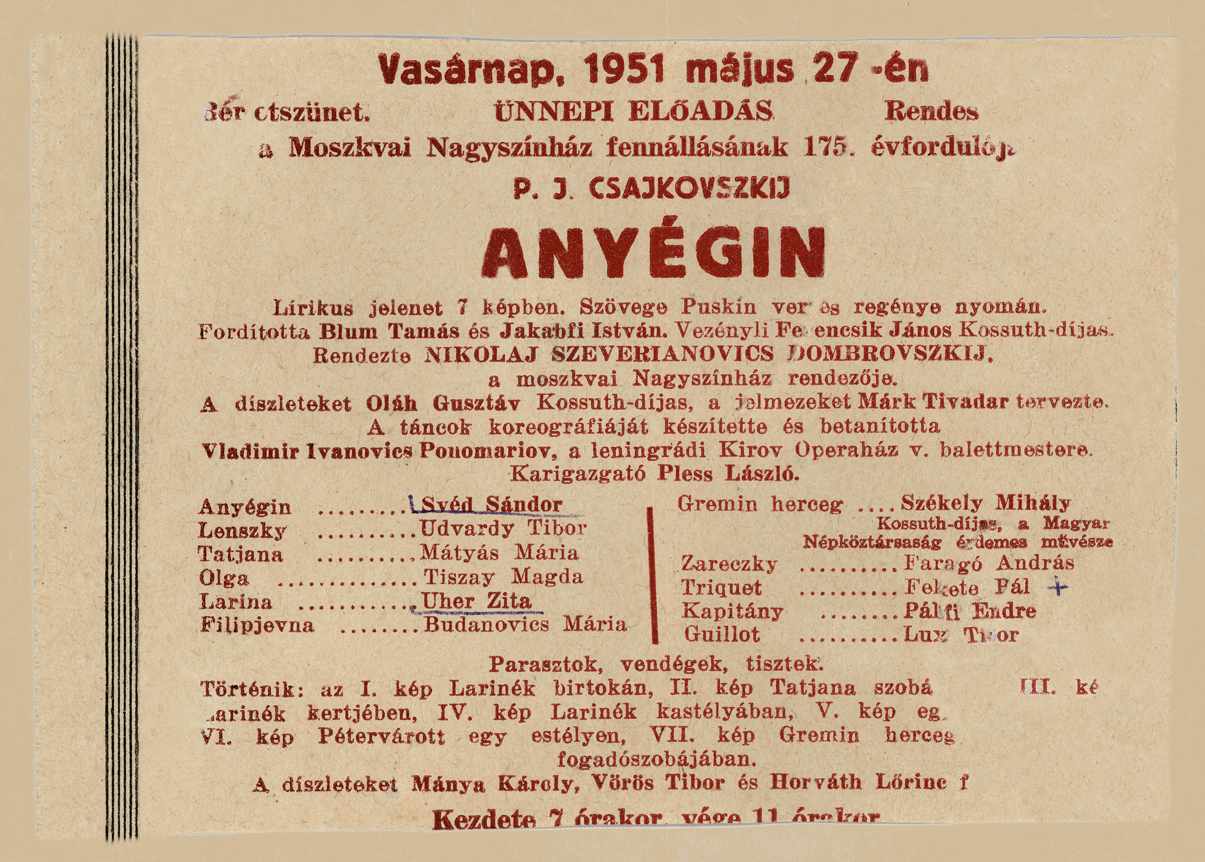
Az Anyegin 1951-es ünnepi előadásának plakátja

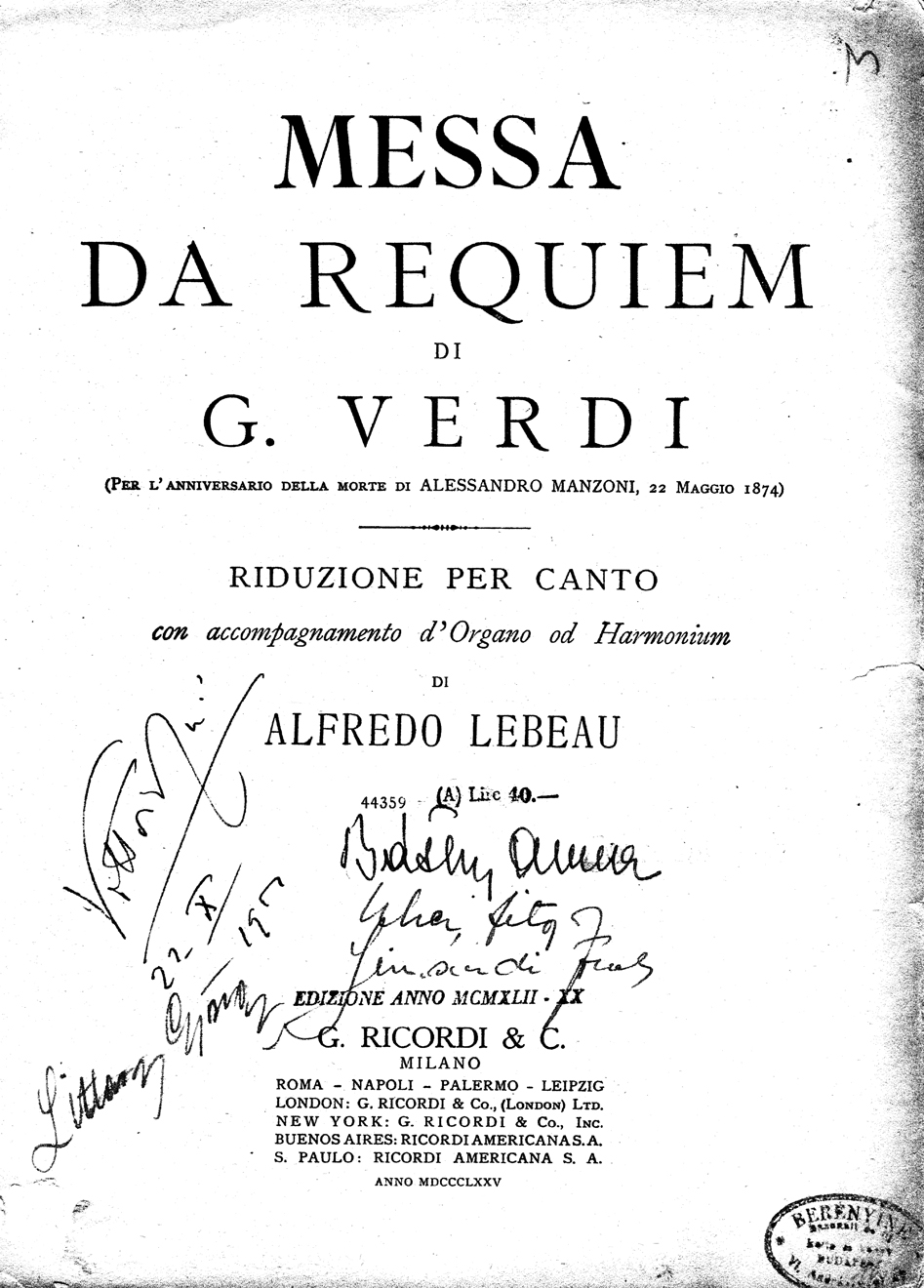
Verdi Requiemjének dedikált címlapja

A Színházi Adattárban regisztrált bemutatóinak száma 1951-től: 10.
- Alisa (Lammermoori Lucia)
- Altató bácsi, Boszorkány és Gertrud  (Jancsi és Juliska)
- Amneris (Aida)
- Antonia (Hegyek alján)
- Árva (A rózsalovag)
- Azucena (A trubadúr)
- Berta (A sevillai borbély)
- Cipra, Mirabella (A cigánybáró)
- Dajka (Borisz Godunov)
- Daphnis, Nevelőnő (A pikk dáma)
- Flora (Traviata)
- Flosshilde (A Rajna kincse)
- Gertrud (Bánk bán)
- Harmadik dáma (A varázsfuvola)
- Harmadik odaliszk (A bűvös szekrény)
- Larina (Anyegin)
- Ludmilla (Az eladott menyasszony)
- Giovanna, Magdalena (Rigoletto)
- Mallika (Lakmé)
- Manassah (Salome)
- Márta (Faust)
- Második norna (Az istenek alkonya)
- Mercedes (Carmen)
- Pásztorfiú (Tosca)
- Simone (Örvény)
- Szomszédasszony (Székely fonó)
- Suzuki, Kate (Pillangókisasszony)
- Tschöllné (Három a kislány)
- Waltraute (A walkür)
- Zita anyó (Gianni Schicchi)